# Сладкоязычие

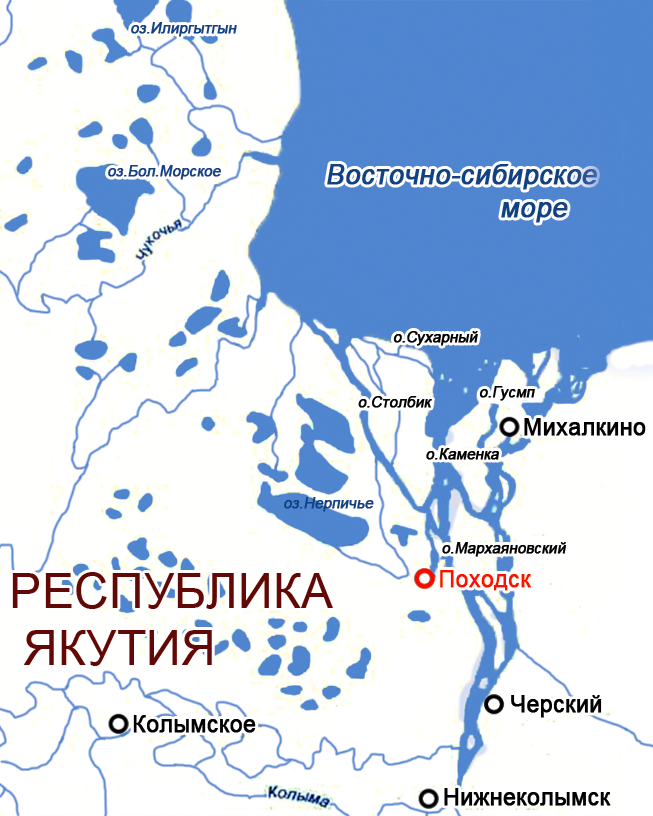
Походск на карте низовьев Колымы

Сладкоязы́чие (от прилагательного сьядко-языкій) — особенность произношения русских, живших по течению реки Колымы; нейтрализация фонем /л/, /л’/, /р/ и /р’/: все они произносятся как [j]. Наиболее полно сладкоязычие было представлено в Походском и в Нижнеколымске. Полностью утрачено к концу XX века.

## Изучение
Первые сведения о сладкоязычии в научной литературе относятся к 1872 году, это краткое упоминание в книге священника Александра Трифонова «Заметки о Нижнеколымске». Первое подробное описание сладкоязычия привёл в предисловии к «Словарю колымского русского наречия» 1901 года Владимир Богораз. Он отмечает, что походчане гордятся своим произношением и упрекают тех жителей, которые его избегают. Относительно полное описание сладкоязычия выполнено в статье Соколянского 2002 года.
Рубен Аванесов писал, что сладкоязычие в большей степени характерно женской и детской речи, но встречается и у мужчин; он также заключил, что ранее оно было распространено среди всех слоёв населения. Аванесов отмечал, что в нижнеколымском наречии сладкоязычие более устойчиво по сравнению со среднеколымским. Центром нижнеколымского говора было селение Походское, основанное казаками. Богораз указывает, что у обрусевших якутов сладкоязычия в речи почти не было.

## Описание
В нижнеколымском наречии /л/, /л’/, /р’/ /j/ во всех позициях произносились как [j]. Установить точные условия нейтрализации /р/ → [j] не представляется возможным ввиду недостатка данных.
- голова́ — [гоjова];
- люблю́ — [jюб’jу];
- примани́ла — [п’jиман’иjа];
- руда́ — [руда] и [jуда].

## История
Анализ сладкоязычия затруднён из-за скудости доступной информации и других факторов. К примеру, сладкоязычие взаимодействовало с проходившим в сибирских говорах тогда отвердением /р/:
- ме́ртвой → [м’эр’твоj] → [мэjтвоj] (в несладкоязычных говорах — [мэртвоj])[8].

Судя по всему, первая фонема, подвергшаяся нейтрализации, — это /л’/; сходный процесс прошёл в венгерском языке. После передвижения места артикуляции [л] за альвеолы категория твёрдости-мягкости в целом в сибирских говорах оказалась ослаблена, что и привело к развитию сладкоязычия. Одновременно с этим /р/ и /р’/ в Сибири стали произносить раскатисто, что в случае с /р’/ физиологически затруднено.
По мнению Аванесова, сладкоязычие развилось в русском под влиянием местных языков, однако Соколянский отвергает эту теорию, указывая, что в языках окрестных народов (юкагирском, чукотском, якутском, эвенском) подобных явлений не наблюдалось. Вместе с тем он признаёт, что юкагирская вокализация /l/ → [j] могла послужить исходным толчком для начала сладкоязычия, как и избегание /r/ в чукотской женской речи.
Утрата сладкоязычия в Походском среди пожилых началась в 1950-е годы, а к 1960-м оно превратилось в спорадическое явление у отдельных людей преклонного возраста. В 2000 году лингвистическая экспедиция не обнаружила в Походске даже следов этого явления.